# Maria Torres Murcia
Maria Camila Torres Murcia (* 10. November 2002) ist eine kolumbianische Tennisspielerin.

## Karriere
Torres Murcia spielt bislang vorrangig Turniere auf der ITF Women’s World Tennis Tour, wo sie bislang einen Titel im Doppel gewinnen konnte.
Ihr erstes Turnier auf der WTA Tour bestritt sie, als sie im April 2022 bei der Qualifikation zur Copa Colsanitas antrat.

## Turniersiege

### Doppel
| Nr. | Datum              | Turnier | Kategorie | Belag | Partnerin    | Finalgegnerinnen             | Ergebnis         |
| --- | ------------------ | ------- | --------- | ----- | ------------ | ---------------------------- | ---------------- |
| 1.  | 11. September 2021 | Ibague  | ITF W15   | Sand  | Romina Ccuno | Alica Rusová Antonia Samudio | 3:6, 6:4, [10:5] |